# Die Harzreise

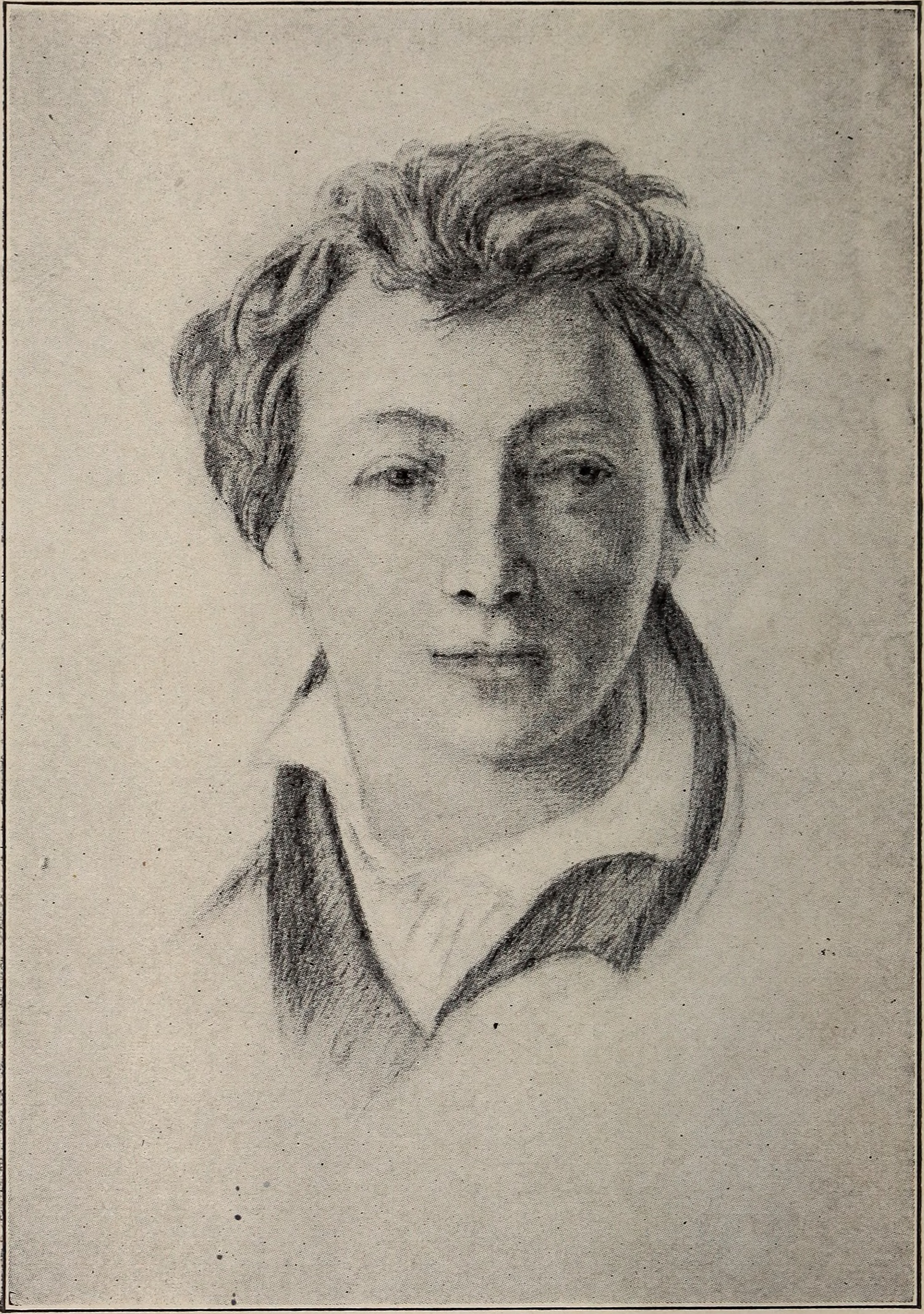
Heine como estudante

Die Harzreise ("The Harz Journey") é um relatório de viagem do poeta e escritor alemão Heinrich Heine em uma jornada para as montanhas Harz. Compilado no outono de 1824, foi publicado pela primeira vez como série em janeiro e fevereiro de 1826 na revista Der Gesellschafter, de Friedrich Wilhelm Gubitz, e teve 14 edições. Algumas mudanças de censura foram feitas com antecedência. Mais tarde, em 1826, Die Harzreise apareceu na primeira parte da coleção Reisebilder ("Imagens de viagens"). Para o livro, Heine fez revisões e alterações e adicionou a famosa seção de Göttingen. O próprio Heine descreveu seu registro como um fragmento literário. O livro foi o primeiro de Heine a ser publicado pela Hoffmann & Campe em Hamburgo, a editora que mais tarde publicou todos os escritos de Heine.

## Conteúdo
Em seu trabalho, Heinrich Heine descreve sua jornada como estudante de Göttingen, onde frequentou a Universidade Georgia Augusta em 1820/21, através da cordilheira Harz e sobre sua montanha mais alta, o cume de Brocken, até a pequena cidade de Ilsenburg. Durante a viagem, ele conhece contemporâneos conhecidos e desconhecidos, que ele às vezes descreve em detalhes e compara com outras pessoas, às vezes protagonistas históricos.
Por exemplo, ele encontra em Göttingen o médico e (como Heine) o judeu Burschenschaft, Karl Friedrich Heinrich Marx e relata seu intercâmbio sobre medicina, bem como sobre o tratado de Marx, Goettingen in medicinischer, physischer und historischer Hinsicht ("Göttingen From a Medical, Perspectiva Física e Histórica").
A natureza também é um assunto desta conta de viagem:

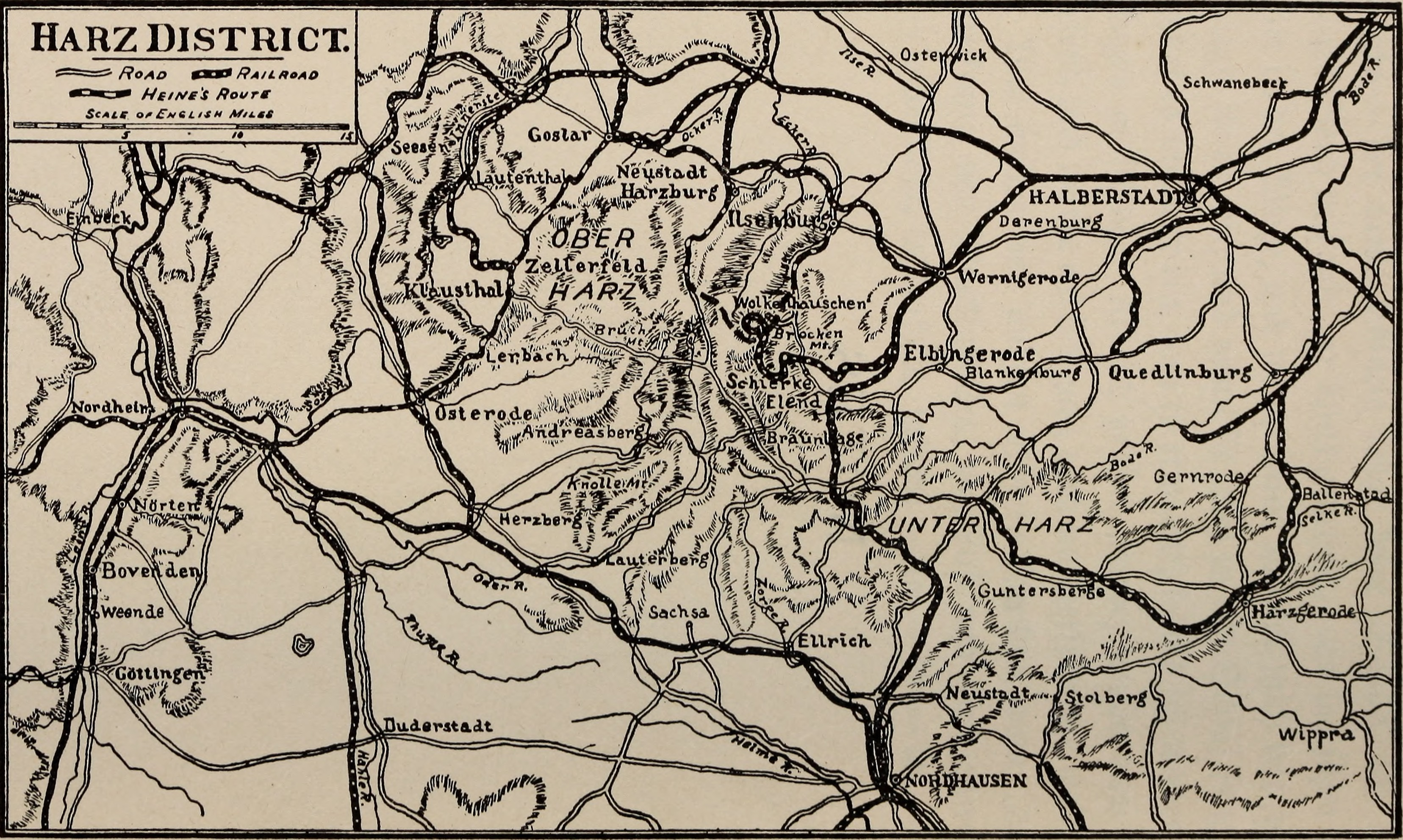
Rota de Heine

No trabalho, ele menciona todos os pontos de descanso e paradas noturnas feitos por esse grupo de poetas viajantes:
- Göttingen,
- Weende,
- Nörten,
- Osterode,
- Lerbach,
- Clausthal,
- Zellerfeld,
- Goslar,
- as minas de Rammelsberg,
- os rios Leine, Ilse, Bode, Selke e muitos outros.

A rota, que Heinrich Heine tomou por cerca de quatro semanas, tornou-se uma trilha que os turistas podem seguir e que, como a Heinrich Heine Way (Heinrich-Heine-Weg), é descrita em vários guias de viagem.
Um duelo, que era ilegal na época, entre estudantes também é assunto de seus escritos. O próprio Heine teve que deixar a Universidade de Göttingen devido a um caso de duelo após hostilidades antissemitas; o capítulo Göttingen reflete suas más experiências.

## Avaliação
```
O trabalho vai muito além do que se poderia esperar dos primeiros trabalhos de um escritor iniciante. O desejo e a decepção românticos, a ilusão e a ironia já estão entrelaçados livremente na escrita: 
```

 Esta é a Ilse, a adorável e doce Ilse. Ela atravessa o abençoado vale de Ilse, em cujos lados gêmeos as montanhas se erguem gradualmente mais altas, e elas ficam até os pés, na maioria das vezes cobertas de faia, carvalho e arbustos familiares, não mais em abetos e outros pinheiros. ... Sim, a lenda é verdadeira, a Ilse é uma princesa, que desce a encosta da montanha, florescendo e rindo. Como seu roupão branco brilha ao sol! Como suas faixas de prata tremulam ao vento! Como seus diamantes brilham e refletem a luz! . 

## Traduções
- Heinrich Heine's Pictures of travel - livro de bolso do projeto Making of America, Charles Godfrey Leland por BiblioBazaar